# Oxypetalum habrogynum
Oxypetalum habrogynum är en oleanderväxtart som beskrevs av Farinaccio. Oxypetalum habrogynum ingår i släktet Oxypetalum och familjen oleanderväxter. Inga underarter finns listade i Catalogue of Life.